# Pascal Abikanlou
Pascal Adjibadé Abikanlou est un artiste réalisateur, scénariste et producteur béninois né le 21 avril 1935 à Pobè, au sud-est du Dahomey (actuel Bénin) et mort le 5 octobre 2009 à Sèmè-Kpodji, des suites d'une longue maladie. Il est considéré comme le « père du cinéma béninois ». Auteur de  plusieurs films documentaires, il réalise le premier long métrage de fiction béninois, Sous le signe du vaudou (1974). 

## Biographie
Né à Pobè, une localité proche de la frontière avec le Nigeria, Abikanlou est d'origine Nago-Yoruba. Il est issu d'un lignage royal de Pobè. Son père fut condamné à quatre ans de prison par les autorités coloniales françaises pour avoir défendu un possible rattachement de Pobè au Nigeria.
Scolarisé au lycée Maurice Delafosse de Dakar, dessinateur industriel de formation, il suit une formation de photographe par correspondance, puis devient reporter et assistant cadreur et enfin réalisateur. 

## Filmographie[7],[8]
- 1967 : Ganvié, mon village (court métrage documentaire)
- 1968 : Escale au Dahomey (court métrage documentaire)
- 1969 : Premières offrandes (court métrage documentaire)
- 1969 : Fête de l'igname (moyen métrage documentaire)
- 1971 : Opération Sonader (court métrage documentaire)
- 1971 : De l'eau et de l'ombrage (court métrage documentaire)
- 1974 : Sous le signe du vaudou (long métrage de fiction)
- 1975 : Afrique au rendez-vous de l'année sainte (moyen métrage documentaire)
- 1989 : Dan xome royaume des Huegbadjavi (long métrage documentaire)
- 1992 : Vent de l'espoir (vidéo documentaire)
- 1993 : Ouidah 92 (vidéo documentaire)